# Мейяр, Лоик
Лои́к Мейя́р (фр. Loïc Meillard; 29 октября 1996, Невшатель) — швейцарский горнолыжник, двукратный чемпион мира 2025 года в слаломе и командной комбинации, победитель этапов Кубка мира, участник Олимпийских игр 2018 и 2022 годов. Специализируется в слаломных дисциплинах.

## Карьера

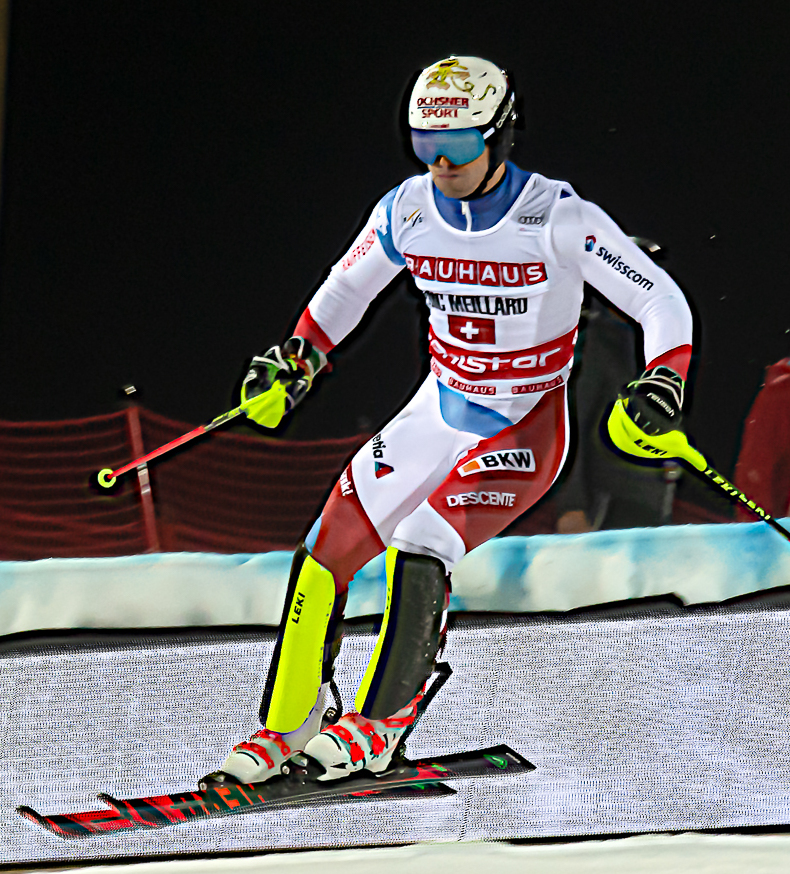
2019 год

Лоик Мейяр, родился в Невшателе, дебютировал в гонках FIS 17 ноября 2011 года в специальном слаломе. 11 января 2014 он дебютировал на этапе Кубка Европы в скоростном спуске в Венгене.
10 января 2015 года он дебютировал на этапе Кубка мира в гигантском слаломе в Адельбодене. 28 января того же года он одержал свою первую победу и первый подиум в Кубке Европы, в гигантском слаломе в Кран-Монтана. Два месяца спустя он выиграл три медали на чемпионате мира среди юниоров в Хафьелле: золото в комбинации , серебро в гигантском слаломе (финишировал вторым после норвежца Хенрика Кристофферсена) и бронзу в супергиганте.
На чемпионате мира в Санкт-Морице 2017 года, состоялся его мировой дебют, он занял 21-е место в гигантском слаломе. В юношеском чемпионате мира в Аре он завоевал золотую медаль в комбинации и в гигантском слаломе. 
На зимних Олимпийских играх 2018 года в Пхёнчхане он занял 9-е место в гигантском слаломе, 14-е в специальном слалом. 
19 и 20 декабря того же года он дважды подряд поднимался на вторую ступень пьедестала на этапе Кубка мира в австрийском Зальбах-Хинтерглемм. Это были первые высокие достижения на этапах Кубка мира.
17 февраля 2023 года завоевал серебро в гигантском слаломе на чемпионате мира в Куршевеле, уступив только Марко Одерматту.
3 марта 2024 года выиграл слалом на этапе Кубка мира в Аспене. 16 марта выиграл гигантский слалом на финальном этапе Кубка мира в Зальбахе, прервав серию побед в этой дисциплине Марко Одерматта, который не проиграл ни одного гигантского слалома в сезоне 2023/24. За 2 недели Мейяр выиграл столько же этапов Кубка мира, сколько за всю карьеру до этого. По итогам сезона 2023/24 занял высшее в карьере второе место в общем зачёте Кубка мира, уступив только Марко Одерматту. Также занял второе место в зачёте гигантского слалома.
В феврале 2025 года на чемпионате мира в австрийском Зальбахе завоевал три медали — золото в командной комбинации в паре с Франьо фон Алльменом (Мейяр выступал в слаломе, а фон Алльмен — в скоростном спуске), золото в слаломе и бронзу в гигантском слаломе. Победа Мейяра в слаломе стала для швейцарцев первой на чемпионатах мира за последние 75 лет (с 1950 года).

### Результаты на крупнейших соревнованиях

#### Зимние Олимпийские игры
| Олимпийские игры | Скоростной спуск | Супергигант | Гигантский слалом | Слалом | Комбинация | Команды |
| ---------------- | ---------------- | ----------- | ----------------- | ------ | ---------- | ------- |
| 2018 Пхёнчхан    | —                | —           | 9                 | 14     | —          | —       |
| 2022 Пекин       | —                | —           | DNF1              | 5      | DNF2       | —       |

#### Зачёты дисциплин Кубка мира
- В сезоне 2019/20 годов завоевал малый хрустальный глобус в зачёте параллельного слалома.

#### Победы на этапах Кубка мира (7)
| № | Сезон   | Дата        | Место     | Дисциплина                     |
| - | ------- | ----------- | --------- | ------------------------------ |
| 1 | 2019/20 | 9 фев 2020  | Шамони    | Параллельный гигантский слалом |
| 2 | 2022/23 | 25 янв 2023 | Шладминг  | Гигантский слалом              |
| 3 | 2023/24 | 3 мар 2024  | Аспен     | Слалом                         |
| 4 | 2023/24 | 16 мар 2024 | Зальбах   | Гигантский слалом (2)          |
| 5 | 2024/25 | 15 мар 2025 | Хафьель   | Гигантский слалом (3)          |
| 6 | 2024/25 | 16 мар 2025 | Хафьель   | Слалом (2)                     |
| 7 | 2024/25 | 26 мар 2025 | Сан-Валли | Гигантский слалом (4)          |